# Avoine, Indre-et-Loire

Avoine este o comună în departamentul Indre-et-Loire, Franța. În 1 ianuarie 2022 avea o populație de 1.994 de locuitori.